# Каловый свищ
Каловый свищ или Свищ толстой кишки — канал, соединяющий просвет толстой кишки с другими органами или внешней средой.
Этот канал изолирован от брюшной полости, при этом имеется отверстие в кишечной стенке, через которое просвет кишки сообщается с внешней средой или другим полым органом.

## Причины
Причинами может быть:
1. Различные травмы;
2. Болезнь Крона;
3. Результат осложнений при выполнении операций на органах брюшной полости;
4. Опухоли (наиболее часто — с распадом);
5. Дивертикулярная болезнь кишечника.